# 159826 Knapp
159826 Knapp este un asteroid din centura principală de asteroizi.

## Descriere
159826 Knapp este un asteroid din centura principală de asteroizi. A fost descoperit pe 26 septembrie 2003 la Apache Point Observatory în cadrul programului Sloan Digital Sky Survey. Asteroidul prezintă o orbită caracterizată de o semiaxă mare de 3,07 ua, o excentricitate de 0,13 și o înclinație de 7,7° în raport cu ecliptica.